# 福山站 (中国)
福山站位于中华人民共和国山东省烟台市福山区东厅街道儒林沟村，是津潍烟高速铁路潍烟段上的一座车站，2024年10月21日随潍烟高铁开通开办客运业务，车站规模为2台4线。

## 车站周边
- 烟台天立高级中学
- 佳园阅山府
- 福利莱万和城（东黄埠社区）
- 福山区交警大队
- 山东省立医院(集团)鲁东医院
- 福山区民政局
- 福缘雅居
- 乡村记忆
- 高疃人民法庭
- 东厅小学
- 东厅街道办事处
- 荣乌高速东厅收费站
- 儒林沟村、包家沟村、东半城村、南庵沟村、北庵沟村、南十里堡村、宅子头村

### 公交接驳
福山站场站：37、523、夜6路